# Apple A12X Bionic
Apple A12X Bionic是苹果公司设计的一款64位片上系统（SoC）。它最早出现于在2018年10月30日发布的第三代iPad Pro上。 A12X是A12同架构改为4个大核心4个小核心的一个变种。苹果称它比其上一代Apple A10X在单核CPU性能上要快35%，在总体CPU性能上要快90%。A12X的设计也被用在了Apple A12Z上。

## 设计
A12X内包含了一个苹果设计的8核64位的ARMv8.3-A处理器。其中4个性能核心代号为Vortex，4个能效核心代号为Tempest。Vortex核心采用了7发射乱序执行超标量设计，而Tempest核心则采用了3发射乱序执行超标量设计。Tempest核心基于Apple A6中的Swift架构核心，其性能大致类似于ARM Cortex-A73。 A12Z也是苹果第一款8核处理器
A12X集成了一枚7核心苹果自研图形处理器，苹果称其性能为Apple A10X的两倍。 除此之外，A12X内还集成了M12动态协处理器。 A12X还包含了被称为“下一代神经引擎”的单独的神经网络加速器。 这一加速器和Apple A12内的相同，可以每秒钟执行5兆次操作。
A12X采用台积电7纳米FinFET工艺制造，包含100亿个晶体管（与之相比A12包含69亿个晶体管）。一般的12.9寸与11寸的iPad Pro中的A12X配备了4GB LPDDR4X内存，而1TB储存空间版本配备了6GB内存。

## 包含Apple A12X的产品
- 11英寸iPad Pro（第一代）2018
- 12.9英寸iPad Pro（第三代）2018